# Драйзам
Драйзам (нім. Dreisam, кельтське: *tragisamā, «дуже швидка») — річка довжиною 29 км (48,8 км, рахуючі від витоку річки Ротбах) 
 , притока Ельцу в німецькій землі Баден-Вюртемберг. 
Води Драйзаму живлять знамениті Фрайбурзькі потічки.

## Географія
Драйзам починається в долині Драйзаму, яка розташована в Південному Шварцвальді. Витоки річки знаходяться біля мосту на автостраді 127, який веде від Кірхцартена до Штегена.
Тут зливаються два потоки, Ротхбах і Вагенштайнбах, утворюючи річку Драйзам. 
Це місце злиття розташоване в західній частині природного парку Південний Шварцвальд нижче  Гелленталя, де протікає Ротхбах, і долини Вагенштайг.
Звідти Драйзам, тече на захід і досягає Фрайбурга на східному кінці Ебнет. 
По дорозі Драйзам приймає притоки Крумбах і Бругга, що мають витоки на південь від Драйзаму, а також потік Ешбах, який тече на північ від Драйзаму. 
Річка виходить із Шварцвальду біля футбольного стадіону Шварцвальд-Стадіон у Фрайбурзі і тече на захід.
У східній частині міста вода відбирається з річки в Сендфангу та використовується для забезпечення водою Гевербеканалу, промислового каналу та знаменитих Фрайбурзьких потічків. В історичному центрі міста проходить поділ річки на північний і південний рукави. Більша частина південного гирла тече назад у Драйзам прямо на захід від мосту Геллентальбанбрюкке, який розташований у районі Штюлінгер. Вода, що залишилася, тече через райони Ешгольц і Бішофслінде на захід і в кінцевому підсумку повертається в Драйзам біля Лехену.
Північний рукав річки часто проходить під землею через північно-західний історичний центр районів Бербарунг і Брюль і тече на захід від Гундельфінгена в Шоббах.
Потім Шоббах знову веде до Глоттера в Німбург-Боттінгені. У результаті Фрайбурзькі потічки впадають в Драйзам лише незадовго до Рівелю. У міському районі Фрайбурга власне Драйзам тече у північно-західному напрямку вздовж автостради B31.
Після перетину під A5 річка тече через Марч, на східному краю Кайзерштуль, а також на західному краю Німбергу до Рігеля, де вона тече до Ельцу.
У 1817-42 рр. Драйзам каналізовано по всій довжині від Кірхцартену до Рігеля під керівництвом Йоганна Готфріда Тулли. 

Драйзам долає висоту 199 м від Кірхцартену (337 м НРМ) до свого гирла в Ельці (178 м НРМ) у Рігелі. 
Альте-Драйзам з південно-південного заходу впадає в гирло Драйзаму.

## Повені
15-кілометровий Леопольдсканал відгалужується прямо біля місця впадіння до Ельцу. Цей канал використовується для відводу води до Рейну, якщо Драйзам має багатоводдя. Канал закінчується на північний захід від Райнгаузену, на південний захід від Руста та на захід від заповідника Таубергіссен.
Сточище Драйзаму особливо схильне до затоплення через крутий рельєф і кліматичну та орографічну велику кількість опадів. Водоносний горизонт, який складається в основному з твердої породи, поглинає мало води і, отже, призводить до швидкого дренажу, особливо у випадках сильних опадів. Через танення снігу і рясні опади навесні максимальна кількість стокової води стікає в квітні. Попри те, що найсильніші опади випадають влітку, велике споживання води місцевою рослинністю призводить лише до вторинних максимумів стоку.

## Сточище і притоки
Сточище Драйзаму аж до Рігеля займає 568 км². Тому в Німеччині його характеризують як дренажний басейн середнього розміру. Дренажна система Драйзаму має багато відгалужень і може бути охарактеризована складністю першого ступеню річкового режиму, який відзначається двома основними стоками.
Максимальні витрати можна виміряти навесні в результаті танення снігу. Інший великі витрати також можна виміряти влітку або восени залежно від того, коли падає найбільший дощ. Найбільші притоки Драйзаму: Ротхбах, Вагенштайгбах, Крумбах (який також називається Застлер-Бах у верхній частині), Бругга, Ешбах і Глоттер.